# Felix von Papen
Felix Maria Michael von Papen-Wilbring (* 12. Mai 1910 in Diedenhofen; † 7. April 1945 in Jena) war ein deutscher Widerständler.

## Leben und Tätigkeit

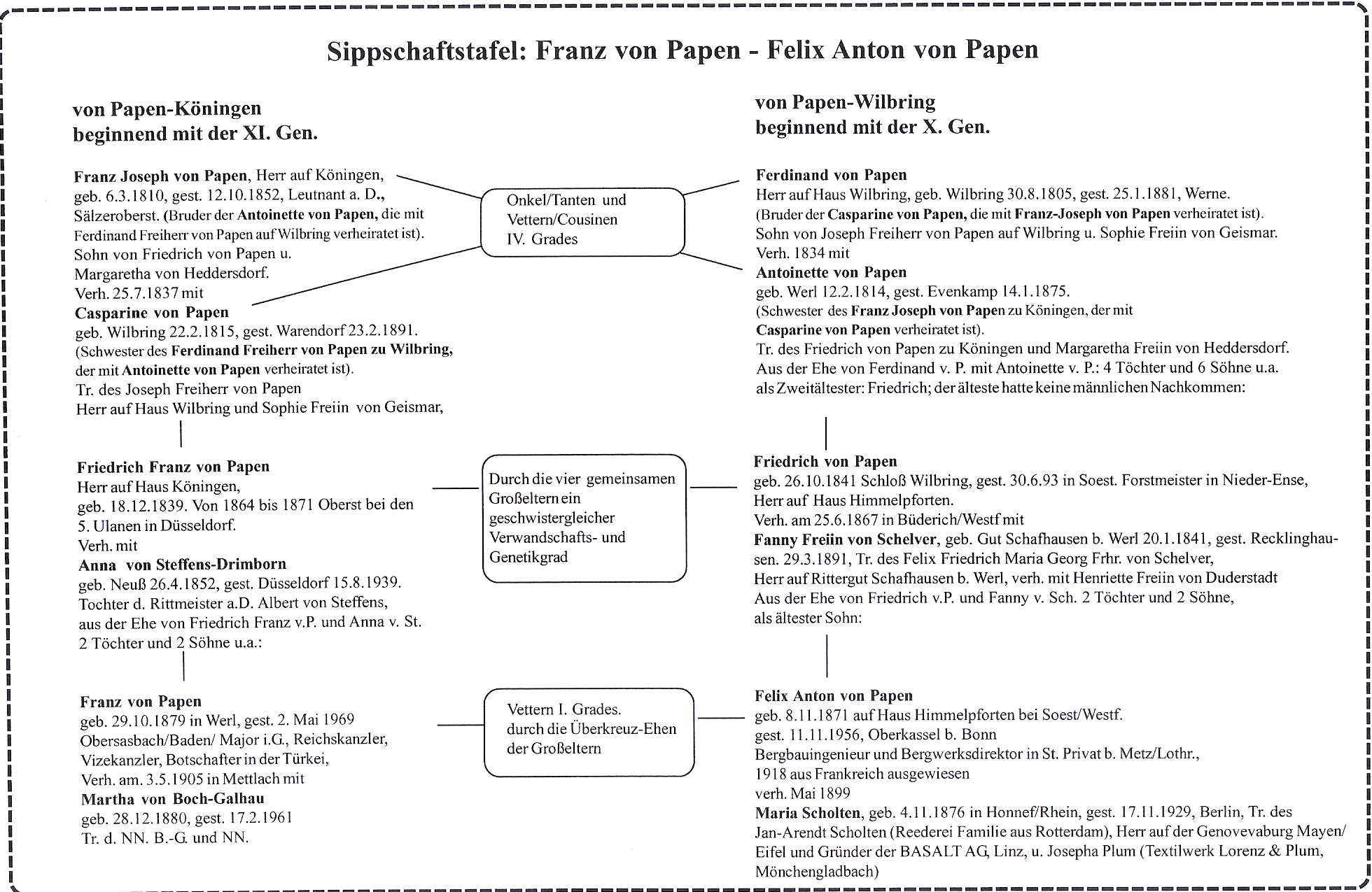
Sippschaftstafel Franz von Papen (Köningen) zu Felix Anton von Papen (Wilbring 1)

### Frühe Jahre
Papen entstammte der Adelsfamilie von Papen. Seine Eltern waren der Felix Anton von Papen (1871–1956) und dessen Ehefrau Maria, geb. Scholten. Er war das zweitjüngste von fünf Kindern seiner Eltern.
Der als Reichskanzler und Botschafter bekannt gewordene Offizier und Diplomat Franz von Papen war durch die Überkreuz-Ehen ihrer Großeltern ein Vetter von Felix Anton und somit Onkel I. Grades von Felix. Mütterlicherseits war er niederländischer Abstammung.
Über seinen Werdegang bis 1933 ist nur wenig bekannt: Bis zu seinem ersten Schuljahr lebte er in Düsseldorf. Anschließend verbrachte er vier Jahre in Brühl bei Köln und weitere viere Jahre in Wermetskirchen im Rheinland. Er besuchte insgesamt 3 Jahre Volksschule und 5 Jahre das Humanistische Gymnasium in Anklang und Brühl. 1925 siedelte er mit seinen Eltern nach Berlin über. Er beendete seine schulische Bildung mit dem Einjährigenexamen.
Nach dem Schulbesuch absolvierte Papen eine dreijährige kaufmännische Lehre in der Firma Struwe und Soltmann A.G., einer chemischen Fabrik in Berlin.
Von 1929 bis 1933 betätigte Papen sich als freier Kaufmann im Bankfach in Berlin. Nebenbei war er auch als Wirtschaftsjournalist aktiv.
Von Anfang 1928 bis Ende 1929 war Papen einfaches Mitglied der NSDAP. Eigenen Angaben zufolge verließ er die Partei wieder, weil ihm ihre weitere Entwicklung nicht zusagte. Anfang der 1930er Jahre verkehrte er politisch in preußisch-monarchistischen und großbürgerlichen Kreisen verkehrte.

### NS-Zeit
Im Dezember 1933, nicht ganz ein Jahr nach dem Machtantritt der Nationalsozialisten, wurde Papen wegen monarchistischer Umtriebe in Berlin von der Gestapo zum ersten Mal verhaftet. 
Er verbrachte zunächst einige Wochen im KZ Columbiahaus in Berlin. Dort wurde er eigenen Angaben zufolge mit Gummiknüppelhieben und Faustschlägen misshandelt, aber während seines Aufenthaltes in der Einrichtung nie verhört.
Am 11. Januar 1934 wurde Papen als Schutzhäftling ins KZ Oranienburg eingeliefert. Von dort wurde er am 14. Juli 1934 in das KZ Lichtenburg überwiesen, wo er bis August 1934 gefangen gehalten wurde.
In beiden Lagern, insbesondere aber in Oranienburg, war Papen schweren Misshandlungen ausgesetzt: Gleich bei seiner Ankunft im Lager wurde er im Registraturzimmer von SA-Angehörigen unter Aufsicht des Obersturmführers Hans Stahlkopf brutal verprügelt, wobei ihm das Steißbein zerschlagen wurde. In der ersten Zeit seiner Gefangenschaft in Oranienburg musste Papen Streichhölzer, Zigarettenstummel und Papierfetzen aufsammeln. Aufgrund seiner adeligen Herkunft wurde Papen weiterhin häufig schikaniert und misshandelt. So wurde er wochenlang in Einzelhaft gehalten und durfte seine Zelle selbst zum Austreten nicht verlassen, so dass er gezwungen war, einen Karton für seine Notdurft zu verwenden. Während der letzten Wochen seiner Haft in Oranienburg war er als Schreiber tätig.
Als Stahlkopf Papen in Oranienburg, nachdem er sich über Misshandlungen beschwerte noch schwerere Misshandlungen in Aussicht stellte ("[er wolle] mir nun einmal zeigen, was Misshandlungen seien. Wenn ich nachher noch kriechen könne, könne ich von Glück sagen.") unternahm er schließlich einen Suizidversuch: Er schnitt sich mit einer Rasierklinge die Schlagader am linken Handgelenk auf. Er wurde vom Lagerarzt genäht, erreichte aber, dass die angedrohte Misshandlungen nicht stattfanden.
Nach seiner Freilassung fasste Papen die Eindrücke seiner Haftzeit wie folgt zusammen:
„Den furchtbaren inneren Kampf, den ich bei solchen entwürdigenden Szenen durchzumachen hatte, kann ich kaum beschreiben. Wie soll ich es nur sagen? Ich schäme mich zu leben und all dies eingesteckt zu haben. Ich schäme mich für alle andern, die ebenfalls diese Erbärmlichkeiten über sich ergehen lassen mussten. Ich werde wohl nie in meinem Leben darüber hinwegkommen. Ich hätte mich wehren müssen, obwohl ich die absolute Gewissheit hatte, dass man mich beim geringsten Widerstand wie einen Hund über den Haufen schießen würde. Man wartete ja nur darauf. Warum tat ich es nicht? Gibt es dafür überhaupt eine Entschuldigung? Ja und Nein! Meist war ich so fertig, dass an ein Aufbäumen gar nicht mehr zu denken war. Ich war am Rande des Wahnsinns.“
Papens Freilassung  im August 1934 erfolgte mit der Auflage, Berlin nicht zu verlassen und sich zweimal wöchentlich, einmal bei der Gestapo und einmal auf dem Polizeirevier, zu melden. Anlässlich seiner Rückkehr nach Berlin meldete er sich bei dem zuständigen Beamten des Gestapa, Hans-Joachim Tesmer, zurück, der ihm eröffnete, dass er nur versuchsweise entlassen worden sei und dass er bei der geringsten ungünstigen Meldung über sein Verhalten erneut festnehmen würde und dass er dann bestimmt nicht mehr herauskäme.
Im September 1934 wurde Papen erneut in Schutzhaft genommen: 3 Angehörige der SA-Feldpolizei verhafteten ihn in seiner Wohnung. Ihm wurde zur Last gelegt, angeblich über das KZ Oranienburg in der Öffentlichkeit gesprochen zu haben. Die Männer gaben ihm zu verstehen, dass er nicht lebend aus dem Lager zurückkehren würde, indem sie ihm, als er Wäsche einpacken, wollte hohnlächelnd erklärten, dass er dies alles nicht mehr nötig hätte, sondern nur so, wie er sei, mitkommen sollte.
Als das Verhaftungskommando mit Papen gegen 4.30 Uhr morgens an den Deutschen Werken in Spandau, wo die Belegschaft zur Arbeit antrat, vorbeifuhr, öffnete dieser sich mit einer Rasierklinge, die er am Leib trug, erneut die Schlagader am linken Handgelenk, wobei er schrie "So werden Deutsche im Zeichen der Volksgemeinschaft misshandelt!". Er wurde daraufhin erst ins Krankenhaus Spandau und dann ins Staatskrankenhaus der Polizei in Berlin überführt. Durch Hunger- und Durststreik setzte er sich in einen todesnahen Zustand, wodurch er es erreichte, dass er mit Hilfe der Ärzte entlassen wurde.
Trotz der Freilassung hielt er sich weiter für gefährdet: Er wurde ständig beobachtet. Auch besuchten ihn immer wieder entlassene Schutzhäftlinge, die ihn an die furchtbare Zeit im KZ Oranienburg erinnerten. All dem wollte er entrinnen und siedelte am 2. Februar 1936 nach München über.
Mehrere Eingaben an die Gestapo, um Begründung seiner Schutzhaft und Entschädigung für die erlittene Strafe wurden abgelehnt: Ihm wurde mitgeteilt, dass man ihm die Gründe, die zu seiner Schutzhaft geführt hätten, aus staatspolitischen Gründen nicht angeben könnte.
Nach seiner Entlassung aus dem Lager versuchte Papen zudem wiederholt, eine Audienz bei Hitler zu erhalten, um diesen mit den Zuständen in den Konzentrationslagern zu konfrontieren. Als dies nicht gelang, forderte er ihn in einem Brief vom 19. August 1937 auf, „sich entweder mit den sadistischen Ausschreitungen und der Freiheitsberaubung identisch zu erklären, oder aber ihm durch eine Entschädigung und Entschuldigung sein Recht wieder zu geben.“
Durch Vermittlung des Reichsinnenminister Wilhelm Frick erhielt Papen am 23. November 1937 durch das Polizeipräsidium in Stuttgart einen Pass.
Diesen benutzte er, um Deutschland am 28. Januar 1938 zu verlassen und sich nach Wien zu begeben. Da die politische Situation dort ihm nicht stabil zu sein schien, reiste er am 14. Februar 1938 über St. Margrethen in die Schweiz ein, wo er zunächst nach Zürich und dann nach Ranzo im Tessin ging. Er hatte zu dieser Zeit die Absicht, in der Schweiz Aufenthalt zu nehmen, verzichtete aber auf die Beantragung um Anerkennung als politischer Flüchtling. In den Schweizer Akten ist seine Abreise nach Paris im November 1938 verzeichnet. Ende 1938 oder Anfang 1939 ließ Papen sich mit seiner Familie in den Niederlanden nieder. 
1938 veröffentlichte Papen das Buch Ein von Papen spricht..., in dem er seine Erlebnisse in den nationalsozialistischen Konzentrationslagern schilderte und das System der Lager anprangerte. Aufgrund der Verwandtschaft des Verfassers zu dem ehemaligen Reichskanzler und Vizekanzlers Hitlers fand das Werk große Beachtung. Außer als eigenständiger Band wurde Papens Erlebnisbericht auch in serialisierter Form in der von Willi Münzenberg herausgegebenen Zeitung Die Zukunft veröffentlicht. 
Von den NS-Behörden wurde Papen aufgrund seines Buches als Staatsfeind eingestuft und noch 1938 in Deutschland ausgebürgert. Seine Ausbürgerung, zu der ihm sein Onkel Franz von Papen verhalf, wurde im Reichsanzeiger bekannt gegeben.

### Zweiter Weltkrieg
Nach der deutschen Besetzung der Niederlande wurde Papen denunziert, im Jahre 1941 verhaftet und 1942 als politischer Häftling ins KZ Buchenwald verbracht. Im August 1943 wurde er zur Behandlung einer Depression in die Nervenklinik Jena eingewiesen – er blieb Häftling. Der behandelnde Arzt, der Psychiater Berthold Kihn, war tief in Euthanasie-Verbrechen verstrickt. Wenige Tage vor dem Einmarsch der amerikanischen Truppen starb Felix von Papen in der Nervenklinik. Das Todesdatum und die Euthanasiepraxis unter Kihn legen den Verdacht nahe, dass er ermordet wurde. Er hinterließ eine Frau und drei Kinder. Auf dem Friedhof Werl in Westfalen wurde am 28. September 2014 für den NS-Gegner Felix von Papen ein Gedenkstein aufgestellt.

## Archivarische Überlieferung
Im Schweizer Bundesarchiv wird eine Akte über Papen verwahrt (E4320B#1991/243#758*), die online abgerufen werden kann. Diese enthält Unterlagen, die während seines Aufenthaltes in der Schweiz im Jahr 1938 entstanden. So u. a. Vernehmungen mit Angaben über seinen Werdegang und seine KZ-Aufenthalte.

## Schriften
- Ein von Papen Spricht … über seine Erlebnisse im Hitler Deutschland, Nijmegen 1938. (Neuauflage 1939, 1945) OCLC 20918639
- Ein von Papen spricht… (Elektronische Ressource): über seine Erlebnisse im Hitler-Deutschland/(Felix von Papen) Digitalisat
- Felix von Papen. Een von Papen vertelt. Prometheus, Amsterdam 2017, ISBN 978-90-446-3416-7.